# Arthropycnis praetermissa
Arthropycnis praetermissa är en svampart som beskrevs av Constant. 1992. Arthropycnis praetermissa ingår i släktet Arthropycnis, klassen Eurotiomycetes, divisionen sporsäcksvampar och riket svampar.   Inga underarter finns listade i Catalogue of Life.